# Ilse Schwidetzky
Ilse Schwidetzky, casada Rösing (Leszno, 6 de setembro de 1907 – Mainz, 18 de março de 1997) foi uma antropóloga alemã nascida na Polônia.

## Biografia
Ilse Schwidetzky nasceu em Leszno, então parte da Posnânia e hoje da Polônia, onde seu pai, Georg Schwidetzky, era prefeito, e foi radicada na Alemanha, tendo mudado com a família para Leipzig em 1920. Em 1935, passou a ser pesquisadora assistente de Egon von Eickstedt, um dos principais antropólogos raciais do país. Em 1947, tornou-se professora em Mainz, e foi admitida, por influência de Leopold von Wiese, na Sociedade Alemã de Sociologia. Tornou-se a figura central da antropologia alemã do pós-Guerra, além de uma notória promotora da tradição de tipologias raciais que recebeu de Eickstedt. Faleceu em 18 de março de 1997 em Mainz, aos 89 anos de idade.